# Precinct de Grand Chain
Le precinct de Grand Chain est un precinct électoral du comté de Pulaski dans l'Illinois, aux États-Unis. En 2010, ce precinct comptait une population de 584 habitants.

## Source de la traduction
- (es) Cet article est partiellement ou en totalité issu de l’article de Wikipédia en espagnol intitulé « Distrito electoral de Grand Chain (Illinois) » (voir la liste des auteurs).